# Manoir de Beauvais
Le manoir de Beauvais est situé à Ligré, en France.

## Localisation
Le manoir est situé sur le territoire de la commune de Ligré dans le département d'Indre-et-Loire en région Centre-Val de Loire.

## Description
Le corps de logis, en moellons enduits avec chaînages et encadrements des baies en pierres, rectangulaire et à deux niveaux, est desservi par un escalier de bois à balustres, sur plan carré. Celui-ci a remplacé l'escalier à vis d'origine dans une tour hexagonale hors-œuvre. Au XVIIIe siècle probablement, les baies ont été repercées, surtout sur la façade antérieure. Des ailes latérales plus basses encadrent l'édifice.

## Historique
Le manoir est inscrit partiellement (éléments protégés : les façades et les toitures, y compris celles de l'aile nord) au titre des monuments historiques par arrêté du 1er juillet 1974.